# Židovská náboženská obec ve Vídni

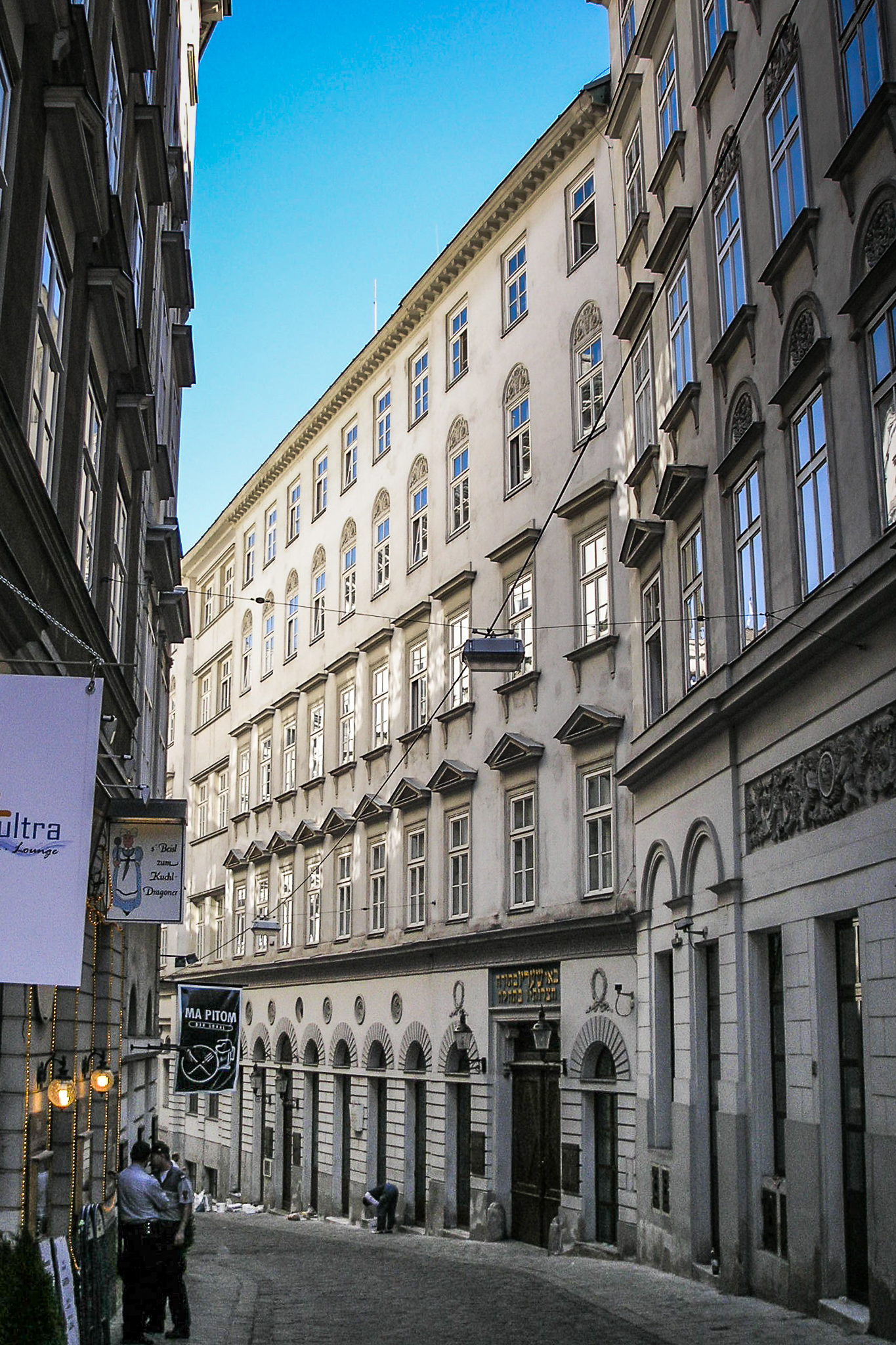
Hlavní budova IKG v Seitenstettengasse

Židovská náboženská obec ve Vídni (zkráceně ŽNO Vídeň, historicky Israelitská náboženská obec Vídeň, německy Israelitische Kultusgemeinde Wien, zkráceně IKG Wien, hebrejsky הקהילה היהודית וינה‎ / ha-Kehilah ha-jehudit Vinah) je židovská náboženská obec, která zastupuje židovskou náboženskou komunitu ve Vídni.
V současné době má ŽNO přibližně 10 000 členů. V průběhu dějin zastupovala téměř všechny rakouské Židy.

## Organizace
ŽNO poskytuje svým členům řadu služeb v sociálních, náboženských a vzdělávacích záležitostech. Dvakrát do měsíce vydává své oficiální noviny (Die Gemeinde).
V rámci obce funguje také Kontaktní místo pro židovské oběti národně-socialistické perzekuce v Rakousku a postiženým jednotlivcům a jejich rodinám poskytuje podporu, včetně otázek odškodnění. Současným předsedou ŽNO je Oskar Deutsch. 1. července 2016 Arie Folger bude následníkem Paul Chaim Eisenberg jako vrchní rabín ve Vídni.

## Dějiny
Historie vídeňského židovského obyvatelstva sahá až do doby Římské říše, ale po dlouhou dobu nemohli vídeňští Židé vytvořit vlastní organizaci, která by zastupovala jejich zájmy a práva. Situace se začala měnit až s vydáním tolerančního patentu císaře Josefa II. v roce 1782.
Výrazná emancipace vídeňského židovského obyvatelstva začala v roce 1848. 3. dubna 1849 mladý císař František Josef I. ve svém projevu poprvé použil výraz „Izraelitská obec ve Vídni“. O tři roky později byla přijata provizorní ústava obce, založení Vídeňské náboženské obce se proto klade do roku 1852. Sídlo komunity bylo ve Stadttempelu v Seitenstettengasse.
V době anšlusu Rakouska ke Třetí říši v roce 1938 měla vídeňská obec kolem 185 000 členů. Ještě téhož roku nacisté ŽNO zavřeli. V květnu 1938 byla znovu otevřena jako „Vídeňská židovská obec“, jejímž úkolem bylo působit jako nárazníková organizace mezi nacisty a židovským obyvatelstvem. Tento orgán byl také organizátorem emigrací a později deportací vídeňských Židů do Ústředny pro židovskou emigraci. Název Israelitische Kultusgemeinde Wien se znovu používá od roku 1945.
Dne 29. srpna 1981 došlo k útoku na synagogu v Seitenstettengasse za použití ručních granátů a střelných zbraní. Při útoku zemřeli dva lidé a dalších 21 bylo zraněno. Útok je přičítán palestinské extrémistické organizaci Abú Nidal. Od té doby je u vchodu do synagogy přísná ostraha a Seitenstettengasse hlídá policie.

### Předsedové IKG od roku 1853
- Leopold Edler von Wertheimstein (1853–1863)
- Josef Ritter von Wertheimer (1864–1867)
- Jonas Freiherr von Königswarter (1868–1871)
- Ignaz Kuranda (1872–1884)
- Moritz Ritter Pollack von Borkenau (1884–1885)
- Arminio Cohn (1886–1890)
- Wilhelm Isak Ritter von Gutmann (1891–1892)
- 1893–1896 neobsazeno
- Gustav Simon (1896–1897)
- Heinrich Klinger (1897–1903)
- Alfred Stern (1904–1918)
- Alois Pick (1920–1932, nové volby, první použití poměrného hlasování)
- Desider Friedmann (od roku 1933) – zavražděn v koncentračním táboře v Osvětimi
- David Brill (1946–1948)
- Kurt Heitler (září 1950 až květen 1951)
- David Šapira (1948–1952)
- Emil Maurer (1952–1963)
- Ernst Feldsberg (1963–1970)
- Anton Pick (1970–1981)
- Ivan Hacker (1982–1987)
- Paul Grosz (1987–1998)
- Ariel Muzicant (1998–2012)
- Oskar Deutsch (od roku 2012)

### Rabíni z IKG od roku 1824
- Isaak Noah Mannheimer (1824–1865)
- Adolf Jellinek (1865–1893)
- Moritz Güdemann (1894–1918)
- Zwi Perez Chajes (1918–1927)
- David Feuchtwang – vrchní rabín (1933–1936)
- Israel Taglicht – prozatímní vrchní rabín (1936)
- Isidor Öhler – Kazatel ve Stadttempel (1946)
- Akiba Eisenberg – vrchní rabín (1948–1983)
- Paul Chaim Eisenberg – vrchní rabín (1983–2016)
- Arie Folger – vrchní rabín (určený)

### Kantoráty
- Šmuel Barzilai, vrchní kantor

## Archiv židovské náboženské obce
Archiv židovské náboženské obce (Archiv IKG) vedený od roku 1816 se jako jediný v německojazyčných zemích zachoval v celém rozsahu od založení komunity až do doby po druhé světové válce, a je tak jedním z nejdůležitějších. Obsahuje různé materiály (zápisy ze schůzí, dekrety, protokoly, dopisy, emigrační a finanční dokumenty, seznamy deportovaných, knihy, fotografie, plány a plakáty) o historii IKG a jejích členů. Nejstarší dokumenty pocházejí ze 16. století.
Rejstříky a seznamy vytvořené v letech 1938–1945, byly základem pro nacistické řízení emigrací a deportací. Dnes tyto dokumenty slouží jako záznamy o osudu exilových a zavražděných Židů a následně k podpoře nároků pozůstalých na restituci a odškodnění. 
V roce 1995 byly objeveny archivní důkazy o masakru v Deutsch Schützen z roku 1945, který vedl k trestnímu stíhání v roce 2009. 